# Герцен, Теодор Теодорович
Теодор Теодорович Герцен (англ. Theodor Herzen; 15 марта 1935 — 29 июня 2003) — художник-монументалист, график, живописец. Народный художник Кыргызской Республики (1993), член Союза художников СССР и Киргизской ССР (1970 г.), Лауреат Государственной премии им. Токгогула.

## Биография
Теодор Теодорович Герцен родился 15 марта 1935 года в с. Орловка (ныне — Ак-Дёбё Таласской области). Работы в графике и монументальной живописи взаимосвязаны и отличаются единством стиля и подхода к решению образных задач. Центральное место в его творчестве последних лет занимает цикл иллюстраций к 4-х томному изданию эпоса «Манас». Несколько лет напряженного кропотливого труда обобщили весь его опыт работы над кыргызской тематикой.

### Детство
Первоначальное художественное образование он получил от отца Теодора Гергардовича Герцена, образованного человека, собирателя книг по искусству, картин, репродукций с полотен мастеров, преподавателя рисования и черчения в школе. Детство художника пришлось на тяжелые военные годы. Отец был послан на трудовой фронт, на Урал, как и все взрослое немецкое население поселка. Бедствия и лишения колхозной жизни рухнули на плечи женщин и детей. Военное лихолетье, цепко удерживаемое памятью детства, отразится позже в серии гравюр «Из истории моего колхоза» (1976): «Ушли мужчины», «Письмо на фронт», «Хлеб на фронт» и будет показано на выставке, посвященной Великой Победе (1980).

### Образование
- В 1951 году он поступает в горно-промышленное училище г. Кызыл-Кия и по окончании его работает машинистом электровоза, не оставляя мечты стать художником.
- В 1954 году поступил во Фрунзенское художественное училище. Его преподавателями были И.Д. Мирошниченко, В.П. Жуков, Ф. М. Стукошин. Сокурсниками были А. Осмонов, В. Максимов, Б. Джумабаев. На старших и младших курсах учились художники, ставшие с годами известными мастерами — В. Буторин, А. Горев, Э. Токтогонов, В. Копотев, А. Ботоканов, В. Улитин и др.
- В 1957 году состоялось первое участие Герцена в художественной выставке, посвященной Республиканскому фестивалю молодежи.
- В год окончания училища — 1959 — Герцен предпринял попытку поступить в Московский художественный институт им. В. И. Сурикова. Но, опоздав с документами, возвращается домой с твердой уверенностью поступать в следующем году. Писал лозунги, рисовал сатирические листки, сделал сотни этюдов с натуры — пейзажей, портретов. В этом же году ремонтирует старое помещение клуба, данное ему под мастерскую, проводит выставку своих работ. А вскоре вместе с отцом превращает его в выставочный зал (1960), где показывается передвижная зарубежная выставка работ румынских художников-графиков. Вслед за нею экспонируются работы кыргызских графиков: Л. Ильиной, А. Михалева, А. Осташева, И. Белевича, А. Сгибнева, Н. Ефременко, М. Оморкулова и др. Вновь персональная выставка работ Теодора Герцена. Наплыв зрителей в Орловскую галерею превзошёл все ожидания — писали газеты той поры.
- В 1960 году, победив в большом конкурсе на вступительных экзаменах, Герцен становится студентом Московского высшего художественно-промышленного училища, выбрав факультет монументально-декоративной живописи. Занятия ведут крупные советские мастера — В. К. Замков, В.Ф. Бордюченко, А. Х. Максимова, Н.И. Белянина, В.А. Ермолова. В эту пору в творческой судьбе Теодора Герцена появляется Диль-Фируз Игнатьева, ставшая не просто женой, но и равноправной коллегой, с кем он мог обсуждать профессиональные вопросы искусства. Её тончайшие по состоянию, изысканного колорита натюрморты, пейзажи обогатили кыргызское искусство. Итогом обучения в институте явилась дипломная работа Герцена «Национальный праздник песни», за которую он получает отличную оценку. Роспись была предназначена и исполнена в фойе Киргизского драматического театра в г. Фрунзе.[14]

## Творчество
Творчество Герцена выделилось в особое направление в становлении монументального искусства республики. Ему были чужды чрезмерно обобщенные образно-стилевые формы, лишенные конкретного содержания темы. Герцену было близко художественное решение, опирающееся на сюжетнотематическую основу. Особенности творческой индивидуальности Герцена, а именно сюжетный «текст», немногословное, сдержанное повествование в форме лирико-эпической прозы (Л. М. Мосолова) проявились почти во всех его монументальных произведениях: фреске «Отдых» (1967), росписи «Воскресный день» (1976), мозаиках на фасаде школы совхоза «Каракол» (1973) и в интерьере столовой конезавода Иссык-кульской области (1972), мозаике «Табунщик» (1971, в фойе клуба совхоза «Сон-Куль» Кочкорского района), др.
В биографии Герцена большую роль играли поездки по Кыргызстану. Он работал на строительстве Токтогульской ГЭС, Кировского водохранилища, ездил в Ош, Нарын, Пржевальск, Талас, на Иссык-куль, в Ат-Баши. Объездил Чуйскую и Таласскую долины. Памятным было знакомство с картинами выдающихся мастеров Возрождения в Италии (1981) и Вермеера Дельфтского в Голландии (1973).
В советском искусстве 70-80-х годов происходит становление новой системы образности. Искусство становится не столько отражением общественной деятельности людей, сколько открытием путей человеческого познания и самопознания. Монументальное искусство в Кыргызстане отражает этот процесс. Герцен в этот период создаёт несколько крупных произведений, в которых проявлены новые тенденции — горельефы для Кировского водохранилища в Таласской долине (1976-1982), посвященные его строителям (совместно с В. Шестопалом, В. Димовым), мозаичное панно на фасаде швейно-производственного объединения им. ВЛКСМ (1984), мозаика «Женщины» для салона Ай-Пери (1985) — обе в столице республики. В смальтовой мозаике на фасаде швейно-производственного объединения он отказывается от своей прежней системы повествовательности и приходит к смелому использованию символики графического изображения, совмещая разновременные пространственные элементы, включая ассоциативность восприятия зрителем. Мотив бесконечно льющегося из рук ткачих голубого полотна — метафора их непрестанного труда, неба и материально-осязательной и вместе с тем воздушной среды. На фоне неба — полотна реют бело-синие голуби, над ними — диск солнца. Одновременно (1972-1980) Герцен выполнил грандиозный цикл иллюстраций к одному из выдающихся произведений мирового фольклора — «океаноподобному», по выражению Ч. Айтматова, кыргызскому эпосу «Манас».
Количественный состав иллюстраций: из множества вариантов, сделанных художником, двести вошли в четырёхтомное сказание манасчи Сагымбая Орозбакова. «Только одаренный, одержимый и необыкновенно трудоспособный человек, испытывающий подлинную любовь к этой земле, ее людям, ее истории и искусству, смог дерзнуть в одиночку выполнить такой труд, можно сказать, — подвиг» (Л. М. Мосолова) «Манас» в творческой интерпретации Теодора Герцена является одним из самых значительных произведений кыргызского изобразительного искусства.
В последующие годы (1983-1985) Герцен с большим желанием работает над созданием иллюстраций к кыргызским народным сказкам. Создал поразительно достоверные народные типы: весёлых и умных правдолюбов, алчных и хитрых богачей, жестоких правителей, простаков и мудрецов, несущих то высокое и низкое, драматическое и комическое, что бывает в судьбах людей.
В эти же годы он выполнил иллюстрации к поэме Егора Исаева «Даль памяти», переведенной на кыргызский язык и к сборнику стихов Токтогула Сатылганова", изданного к 100-летию великого акына. Обе книги отмечены дипломами Всесоюзного конкурса «Искусство книги» (1983, 1985).
В конце 1980-х годов его увлекает серия иллюстраций к повести Чингиза Айтматова «Джамиля», которую он выполнил в технике цветной пастели.

Феноменальным было выполнение Герценом за один год иллюстраций к немецкому эпосу «Песнь о Нибелунгах» (1992). Таковы были условия, поставленные перед ним. Все, от иллюстраций до оформления книги — её одежды — было на ответственности художника. Он справился с этой задачей. Набранный профессиональный потенциал, мудрость, художническое чутье, генная память, начитанность и мечта иллюстрировать Нибелунгов — всё служило во имя цели: успеть! Иллюстрации к Нибелунгам, несмотря на лаконичность их выразительных средств, сохраняют свежесть и поэтическую непосредственность их автора, словно на одном дыхании исполненные, словно он всю жизнь жил в Германии.
«Творчество для меня не работа, а образ жизни, а жизнь — это вечное преображение природы с ее волнующей красотой. Воспеть её, отдать весь свой исповедальный дар — в этом я вижу смысл своего пребывания на земле» — Теодор Герцен
Теодор Герцен умер 29 июня 2003 года, не дожив два года до своего 70-летия, от тяжёлой и продолжительной болезни в небольшом городке близ Кёльна.

Находясь на лечении в Германии, он очень тосковал по Кыргызстану, мечтал вернуться в родные горы, написать новые пейзажи, попить родниковой воды, подышать горным воздухом… У него была масса планов, задумок. Он продолжал рисовать пейзажи, скачущих джигитов, девушек в национальных костюмах, цветы кыргызских полей и лугов. Герцен вошёл яркой страницей в историю развития культуры республики, значительно обогатив искусство.
Тем, что мы научились делать, мы обязаны поделиться со зрителем. Мы просто должны отдать это людям. Иначе наше сокровенное в нас уйдет вместе с нами. — Теодор Герцен

### Основные работы

#### Монументальные работы
- Керамическая мозаика «Гимнастки» в производственном корпусе Фрунзенского камвольно-суконного комбината. 1969.[21]
- Керамическая мозаика «Табунщики» в фойе клуба совхоза «Сон-Куль» Кочкорского района. 1971.
- Керамическая мозаика на торце средней школ ы совхоза «Кара-Кол» Ак- Суйского" района. 1973.
- Керамическая мозаика, витраж, резьба по дереву в здании Ошского кыргызского драматического театра. 1974.
- Роспись на тему жизни сельская молодежи в фойе Дворца культуры колхоза «Красная заря» Сокулукского района. 1976.
- Тематические рельефы на Юровском водохранилище (в соавторстве с В.Димовым, В.Шестопалом). 1979-1980.

#### Графические работы
- Прохладный ручей. 1966. Линогравюра 35x51.
- Теплый дождь. 1966. Линогравюра 29,5x45,7.
- Серия «В родном колхозе». 1970. Линогравюра Тишина. 47x60.
- Полдень. 50,8x53.
- Трудовые будни. 48,8x66.
- Серия «На земле моей колхозной». 1971. Гравюра на картоне.
- Натюрморт. 61,8x48.
- Доярка. 46x45.
- Обеденный перерыв. 56x47.
- Старики. 48x42.
- Строители. 50x42,5.
- Портрет участника боев за Берлин Орозбаева. 1975. Бумага, карандаш. 56x46.
- Портрет народного артиста СССР К.Молдобасанова. 1978. Бумага, карандаш. 60x80

#### Книжная графика
- Иллюстрации к книге «Расплавленный камень». Ф.: «Кыргызстан». (Диплом I степени на IX Межреспубликанском конкурсе. Ашхабад, 1970). Иллюстрации к сборнику стихов «Поем о Ленине, о партии». Линогр. Ф.: «Кыргызстан» (Диплом I степени на IX Межреспубликанском конкурсе. Ашхабад, 1970).
- Иллюстрации к сборнику стихов С.Токомбаевой. Тушь, перо. Ф.: «Кыргызстан».
- Серия иллюстраций к четырёхтомному изданию эпоса «Манас». Ф.: «Кыргызстан». 1973—1978.

## Награды и премии
- 1975 г. — Медаль «За трудовую доблесть»
- 1978 г. — Бронзовой медалью ВДНХ СССР
- 1993 г. — Народный художник Кыргызской Республики[22]
- 1997 г. — Медаль «Данк»[22]
- 1998 г. — Действительный член Национальной Академии художеств Кыргызской Республики[23]